# Quyền LGBT ở Guiné-Bissau
Quyền đồng tính nữ, đồng tính nam, song tính và chuyển giới ở Guinea-Bissau đối mặt với những thách thức pháp lý mà những người không - LGBT không gặp phải.  Hoạt động tình dục đồng giới là hợp pháp trong Guinea-Bissau, nhưng các cặp vợ chồng và hộ gia đình đồng giới do các cặp đồng giới đứng đầu không đủ điều kiện để có sự bảo vệ pháp lý tương tự đối với các cặp khác giới.

## Bảng tóm tắt
| Hoạt động tình dục đồng giới hợp pháp                                          | (Từ năm 1993) |
| Độ tuổi đồng ý                                                                 | (Từ năm 1993) |
| Luật chống phân biệt đối xử trong ngôn từ kích động thù địch và bạo lực        | No            |
| Luật chống phân biệt đối xử trong việc làm                                     | No            |
| Luật chống phân biệt đối xử trong việc cung cấp hàng hóa và dịch vụ            | No            |
| Hôn nhân đồng giới                                                             | No            |
| Công nhận các cặp đồng giới                                                    | No            |
| Con nuôi của các cặp vợ chồng đồng giới                                        | No            |
| Con nuôi chung của các cặp đồng giới                                           | No            |
| Người đồng tính nam và đồng tính nữ được phép phục vụ công khai trong quân đội |               |
| Quyền thay đổi giới tính hợp pháp                                              |               |
| Truy cập IVF cho đồng tính nữ                                                  | No            |
| Mang thai hộ thương mại cho các cặp đồng tính nam                              | No            |
| NQHN được phép hiến máu                                                        | No            |